# Загородская
Загородская — деревня в Вытегорском районе Вологодской области.
Входит в состав Саминского сельского поселения, с точки зрения административно-территориального деления — в Саминский сельсовет.
Расположена на левом берегу реки Самина. Расстояние до районного центра Вытегры по автодороге — 46,5 км, до центра муниципального образования посёлка Октябрьский по прямой — 3 км. Ближайшие населённые пункты — Анциферово, Берег, Крюковская, Лахново, Саминский Погост, Титово.
По переписи 2002 года население — 2 человека.